# Nezumia tinro
Nezumia tinro är en fiskart som beskrevs av Sazonov, 1985. Nezumia tinro ingår i släktet Nezumia och familjen skolästfiskar. Inga underarter finns listade i Catalogue of Life.